# Steven Wilson

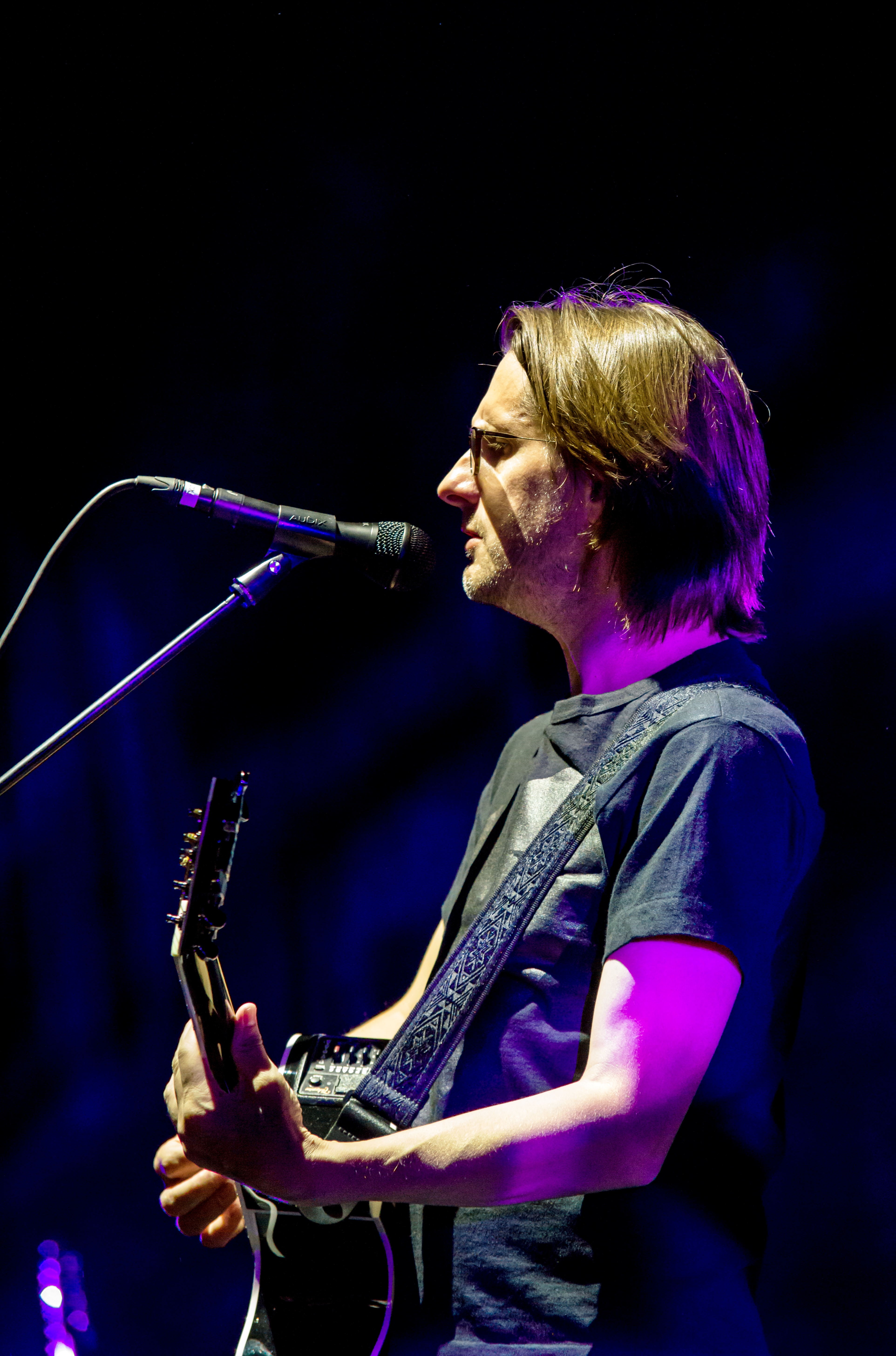
Steve Wilson, Zelt-Musik-Festival 2018 Freiburg, Alemania

Steven John Wilson (Londres, Inglaterra; 3 de noviembre de 1967) es un músico y productor británico, nominado cinco veces a los premios Grammy. Se hizo conocido por ser el fundador, vocalista, guitarrista y compositor de la banda Porcupine Tree. Igualmente es miembro de muchos otros grupos y ha colaborado con artistas como Opeth, King Crimson, Jethro Tull, Yes, XTC, Anathema, entre otros.
Wilson, un autodidacta, es productor e ingeniero de audio, además de multinstrumentista, cantando y tocando tanto guitarra como teclados. Steven fusiona influencias del cine y la literatura en un estilo que denomina rock conceptual, comparando sus álbumes con ver una película o leer una novela. Aunque su género es principalmente descrito como rock progresivo (etiqueta que él evita), sus influencias y andanzas musicales son extremadamente dispares, abarcando desde algunos como la psicodelia o la música ambiental, pasando por la electrónica, el pop, hasta el metal extremo, siendo llamado una "personalidad musical bipolar" por la imprevisibilidad y evolución de su obra. Sus letras suelen tratar sobre temas relacionados con la melancolía y en ocasiones son una crítica implícita a la sociedad y tecnología modernas. Sus conciertos son muy pomposos, incluyendo sonido cuadrafónico envolvente y elementos visuales elaborados.
Ha sido nominado a cinco Premios Grammy, dos con Porcupine Tree, en dos ocasiones como solista y en otra con Storm Corrosion Su álbum de estudio To The Bone obtuvo la posición #3 en el Chart Oficial de Reino Unido, en su primera semana. En el año 2015 con el álbum Hand Cannot Erase recibió tres premios en los Progressive Music Awards de Londres y lo llevó a ser denominado "rey del rock progresivo" por la BBC.
A pesar de ser reconocido como uno de los compositores más prolíficos y aclamados de las últimas dos décadas, gracias a su multifacética carrera, la popularidad de Steven Wilson se ha mantenido fuera del mainstream, llegando a ser denominado, junto a Porcupine Tree, como "la mejor banda de la que jamás has oído".

## Biografía

### Primeros años
Steven Wilson nació el 3 de noviembre de 1967 en Kingston upon Thames, Londres, Inglaterra, y reside en Hemel Hempstead, Hertfordshire, Inglaterra, desde los seis años.[cita requerida] Wilson descubrió su amor por la música a los ocho años. Esto empezó cuando sus padres intercambiaron los discos The Dark Side of the Moon de Pink Floyd y Love to Love You Baby de Donna Summer como regalos de una Navidad. Ambos estilos lo influyeron en su forma de escribir canciones. "Crecí con dos influencias musicales muy diferentes en mi vida: mi padre estaba completamente inmerso en Tubular Bells, The Dark Side of the Moon y el lado más progresivo, y mi madre se inclinaba por artistas como Marvin Gaye, Sam Cooke y Donna Summer". El influjo de su padre desarrolló su interés por el rock experimental/rock psicodélico progresivo y conceptual (ejemplificado por Porcupine Tree y Blackfield), mientras que los ritmos hipnóticos de Donna Summer inspiraron el enfoque inicial de la música de No-Man (colaboración de larga data con su amigo y músico Tim Bowness), aunque la banda después desarrolló un enfoque más meditativo y experimental.
A los siete años, a Steven le compraron una guitarra clásica y fue forzado a realizar clases de guitarra y piano, pero él estaba más interesado en el fútbol y al no aprovecharlas, sus padres dejaron de pagarlas. No obstante a la edad de 11 años, Wilson rescató la guitarra de su ático y empezó a experimentar con ella en un magnetófono de bobina abierta, o en sus propias palabras: «...lo primero que hice con la guitarra fue arrastrar el micrófono del magnetófono de la bobina de casetes sobre las cuerdas, haciendo tontos sonidos atolondrados. Desde el comienzo estaba más interesado en hacer ruidos tontos. Aún nada ha cambiado». A la edad de 12 años, su padre, un ingeniero electrónico, le construyó su primera máquina grabadora multipista, con la que pudo empezar a experimentar las posibilidades de grabar en un estudio. En esta época también surgió su afición por la nueva ola del heavy metal británico, su primera pasión musical, escuchando bandas como Iron Maiden, Diamond Head y Saxon, asistiendo a un concierto de esta última.

### Adolescencia y primeras bandas
No pasó mucho para que Wilson comenzara a crear bandas y a tocar en vivo con sus amigos de escuela; en 1981, a los doce/trece años cantó y tocó guitarra por primera vez frente a un público con su banda Paradox, inspirados por el metal. Sin embargo, la actividad que más lo satisfacía era de experimentar con sonidos y grabaciones propias.[cita requerida] Pronto su gusto se vertió hacia el post-punk, la música que sonaba mientras crecía, transformándose Joy Division, the Cure y Cocteau Twins en sus bandas favoritas, y al mismo tiempo se comenzó a zambullir en el krautrock y la música psicodélica por la colección de discos de su padre y principalmente del hermano mayor de uno de sus mejores amigos, quien poseía álbumes de Hawkwind, Van der graaf generator, o 666 de Aphrodite's Child, lo que dictaría su obsesión con esa era y principal enfoque musical. Entre los años 1983 y 1986 comenzó a grabar material para estrenar en sus proyectos.[cita requerida] Algunos de esos casetes han resurgido debido a la creciente popularidad de Porcupine Tree. Uno de esos proyectos fue el dúo psicodélico Altamont (con Steven Wilson a la edad de 15 años trabajando junto a Simon Vockings en los sonidos electrónicos). Su único álbum casete fue Prayer for a Soul, con las letras del escenista psicodélico británico Alan Duffy, quien después trabajó con Wilson en dos canciones de Porcupine Tree: «This Long Silence» y «It Will Rain for a Million Years».[cita requerida] Mientras Steven trabajaba con Altamont, estuvo también en la banda de rock neoprogresivo Karma, con quienes tocó en los alrededores de Hertfordshire y grabó dos casetes: The Joke's On You (1983) y The Last Man To Laugh (1985).[cita requerida] Estos contenían versiones tempranas de los temas «Small Fish», «Nine Cats» y «The Joke's On You», que posteriormente fueron resucitados como temas de Porcupine Tree.
Wilson continuaría uniéndose a la banda de new wave/AOR Pride of Passion como tecladista, reemplazando al ex tecladista de Marillion Brian Jelliman (otro antiguo miembro de Marillion, Diz Minnitt, también tocaba en la banda). La banda finalmente se separó en 1987.

### Primeros éxitos
Hasta este punto los diversos experimentos musicales de Wilson contenían música vanguardista e industrial, psicodelia y rock progresivo. Él estaba, sin embargo, mostrándose más interesado en la composición de letras y en la música pop, que se demostró más tarde en sus siguientes trabajos.[cita requerida]
En 1987 Steven Wilson lanzó los dos proyectos que le harían un nombre. El primero de ellos se llamó inicialmente No Man Is an Island (Except The Isle of Man) —en español: Ningún hombre es una isla (excepto la isla de Man)—, que con tiempo se renombró No-Man. Este comenzó como un proyecto instrumental solista de Wilson, mezclando rock progresivo con synth pop, subsecuentemente avanzando hacia el art pop con la adhesión del cantante y letrista Tim Bowness. El segundo proyecto, Porcupine Tree —en español: Árbol de puercoespín— comenzó como un dúo de Wilson y su amigo de escuela Malcolm Stocks (con Wilson proporcionando la mayoría de la instrumentación y Stocks contribuyendo principalmente ideas, voces adicionales y sonidos experimentales de guitarra).[cita requerida] Wilson comenzó experimentando al grabar música en su casa altamente inspirado por el rock psicodélico de los 60, hasta que tuvo el presentimiento de que algún día se podía volver comercializable.[cita requerida]
Durante los siguientes tres años, ambos proyectos se desenvolvieron y evolucionaron de manera paralela. En 1989 No Man Is An Island lanzó su primer sencillo comercial, «The Girl From Missouri», mediante el sello Plastic Head Records. Mientras Porcupine Tree produjo un aumento en su reputación underground, con la publicación de tres maquetas (Tarquin's Seaweed Farm, Love, Death & Mussolini y The Nostalgia Factory) a través de The Freak Emporium (el ala de distribución por correo del sello psicodélico británico Delerium Records).[cita requerida] Para la primera cinta, Steven incluso escribió una introducción a una misteriosa banda (imaginaria) llamada "The Porcupine Tree", sugiriendo que la banda se conoció a principios de los '70s en un festival de rock, y cuyos miembros han entrado y salido de prisión reiteradamente (inspirado por el similar Dukes of Stratosphear de XTC).[cita requerida] El folleto también contenía información sobre los misteriosos miembros de la banda como Sir Tarquin Underspoon y Timothy Tadpole-Jones, y miembros del personal como Linton Samuel Dawson (cuyas iniciales forman LSD). Wilson: "Era un poco de diversión. Pero por supuesto como cualquier cosa que empieza como una broma, ¡la gente empieza a tomarlo todo en serio!".
En 1990 No-Man evolucionó a un trío de voz/violín/multi-instrumentos (junto al violinista Ben Coleman), que había incorporado ritmos dance en su música art-pop. Ellos lanzaron su segundo single: "Colours" (una versión de la canción de 1965 del cantante británico Donovan). Este ganó el premio de "Sencillo de la semana" de la revista Melody Maker y le consiguió a la banda un contrato de grabación con el sello independiente de alto perfil, One Little Indian (en ese entonces famoso por The Shamen[cita requerida] y Björk). El sencillo también apareció brevemente en las listas de popularidad y, aunque las ventas no fueron sobresalientes, Wilson ganó credibilidad por la industria de la grabación (así como la financiación para equipar su estudio con el equipo que necesitaba para avanzar en su música). Hasta aquí, Wilson trabajó alrededor de cinco años como vendedor en una compañía de computadoras, trabajo que le enseñó a "tener la seguridad de pararme en frente de la gente y presentarme", y este contrato le permitió renunciar para dedicarse completamente a la música. No obstante comenzó a realizar música para comerciales y programas de televisión durante varios años para poder continuar haciendo música. En este momento, también había publicado el álbum debut oficial de Porcupine Tree, On The Sunday of Life... (que recopiló y masterizó el mejor material de las cintas grabadas anteriormente).

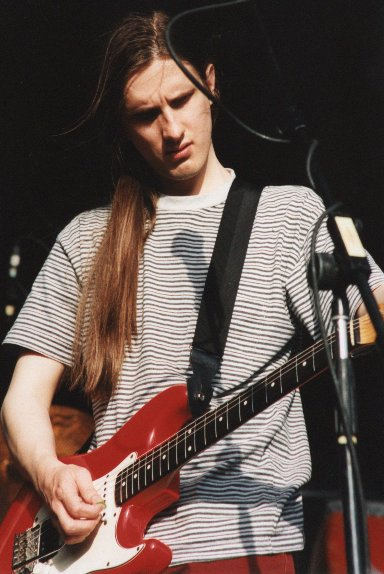
Steven Wilson en el Strawberry Fair de Cambridge, 1997

El debut de larga duración de No-Man – una compilación de pistas de EP llamada Lovesighs – An Entertainment – siguió en 1992, al igual que el célebre maxisencillo de Porcupine Tree ambientado en el LSD, "Voyage 34", una pieza de treinta minutos que mezcla ambient, trance y psicodelia. Esto fue hecho en parte para intentar producir el sencillo más largo publicado hasta entonces,[cita requerida] lográndolo hasta que después fue superado por "Blue Room" de The Orb. Este entró en la lista de música independiente de NME por seis semanas. Además No-Man realizó una gira en Inglaterra con una banda de seis miembros, incluyendo a tres exintegrantes de la banda de glam pop Japan – Mick Karn, Steve Jansen y primordialmente el tecladista Richard Barbieri,[cita requerida] quien formó un vínculo con Wilson al compartir muchas influencias tanto del cine como de la música. El 1993 vio la consolidación de Wilson de su éxito inicial con Up The Downstair de Porcupine Tree y Loveblows & Lovecries - A Confesion de No-Man. Up the Downstair, al que Wilson considera el primer álbum de PT ya que a diferencia del anterior no fue compilado,[cita requerida] fue el primer disco en incluir al exmiembro de Japan, el tecladista Richard Barbieri y el bajista nacido en Australia, Colin Edwin, quien era amigo desde la escuela de Wilson. Tuvo una muy buena recepción, alabado por Melody Maker como "una obra maestra psicodélica... uno de los álbumes del año".[cita requerida] A finales de 1993, Porcupine Tree se inició como un cuarteto de música en directo con Wilson, Barbieri, el bajista Colin Edwin y el exbaterista en vivo de No-Man, Chris Maitland. En el futuro, Wilson sería amistosamente llamado "un dictador benevolente" por sus compañeros ya que, a pesar de ser el alma mater del grupo, luego de sus primeros álbumes se volvió abierto a las ideas y establecía un marco de referencia en que los otros miembros podían desenvolverse y no tocaría algo en que se sintieran incómodos. Los demás miembros no se sentían desalentados en esta posición.
Desde aquí en adelante, Wilson comienza a alternar lanzamientos entre Porcupine Tree y No-Man. A pesar de que No-Man se retiró de la actuación en vivo en 1994 (y no regresaría a escenarios hasta el 2006), la banda siguió lanzando un flujo constante de álbumes con invitados como Barbieri, Steve Jansen, Robert Fripp, Theo Travis y Pat Mastelotto, y ha mantenido un reconocimiento a través de los años, así como reconocimiento continuo de la crítica.[cita requerida]
Wilson continuó explorando los terrenos de la música ambiental y el trance en Porcupine Tree, y emitió The Sky Moves Sideways. También entró en las listas de NME, Melody Maker, y Music Week[cita requerida] y muchos fanáticos comenzaron a llamarlos como los Pink Floyd de los noventa, algo que Wilson rechazaría: "No puedo evitarlo. Es cierto que durante el periodo de The Sky Moves Sideways realicé demasiado en el sentido de satisfacer, de alguna forma, a los fans de Pink Floyd que nos escuchaban porque ese grupo ya no hace más álbumes. Por otro lado, me arrepiento".
La cuarta obra de la banda, Signify, incluiría las primeras composiciones y actuaciones como banda completa, que resultó en menos uso de caja de ritmos y un sonido más completo. Puede ser considerado una desviación de sus predecesores hacia un estilo más oriendo a las canciones. Después de la publicación del álbum en vivo Coma Divine concluyó su trato con Delerium en 1997. La banda se trasladó a Snapper y emitió dos álbumes más inclinados al pop, Stupid Dream en 1999 y Lightbulb Sun en 2000. Ambos fueron éxitos en la crítica y solo incrementaron su popularidad en la escena musical underground.[cita requerida]

### Atlantic Recordse inclinación hacia elmetal
Dos años pasarían hasta su séptimo álbum de estudio, y en el entretanto la banda cambió de sellos nuevamente, esta vez firmando con la discográfica de alto perfil, Lava. El baterista Chris Maitland fue también reemplazado por el virtuoso instruido en el jazz, Gavin Harrison, mientras que Wilson le pidió ayuda a un amigo de hace algunos años, el estadounidense John Wesley, para mejorar algunas partes de guitarra, y terminaría transformándose en un guitarrista de apoyo en todas las futuras giras de la banda. In Absentia fue lanzado en 2002, contando con un sonido más pesado que todos los trabajos anteriores del grupo. Apareció listado en muchos países europeos y permanece como uno de los álbumes más vendidos de Porcupine Tree hasta la fecha.[cita requerida] La edición especial de 2004 fue también su primera grabación en ser lanzada en 5.1 surround sound, ganando el premio a "Mejor mezcla no orquestal" de los Surround Music Awards 2004 poco después.
En 2005, Porcupine Tree publicó Deadwing, una grabación inspirada por un guion de película escrito por Steven Wilson y su amigo Mike Bennion. Este se transformó en el primer álbum de Porcupine Tree en aparecer en el Billboard 200, entrando en #132. El álbum ganó el premio "álbum del año" de la revista Classic Rock[cita requerida] y su versión surround recibió la "Mejor composición hecha para surround".
Wilson comenzó a escribir el siguiente álbum de Porcupine Tree a comienzos del 2006 en Tel Aviv, Israel, al mismo tiempo que trabajaba en el segundo álbum de su proyecto paralelo Blackfield. Las composiciones finalizaron en Londres, Reino Unido, en junio de 2006. En agosto de ese mismo año la banda lanzaría su primer DVD en vivo, titulado Arriving Somewhere..., y comenzaron una gira entre septiembre y noviembre para promoverlo; la primera mitad de cada espectáculo estaba hecha de todo el material nuevo. Cuando la gira concluyó la banda se dirigió al estudio y acabó la grabación y masterización del álbum. En enero de 2007, la banda reveló que el título del disco iba a ser Fear of a blank planet (una referencia deliberada a Fear of a Black Planet de Public Enemy) y el concepto fue influido por la novela de Bret Easton Ellis, Lunar Park. El álbum llegó a las tiendas el 16 de abril de 2007 en Europa y el 24 de abril en Estados Unidos. Las letras giran en torno sobre problemas comunes del siglo 21 como la alienación tecnológica, violencia juvenil, drogas de prescripción, trastorno de déficit de atención y trastorno bipolar.

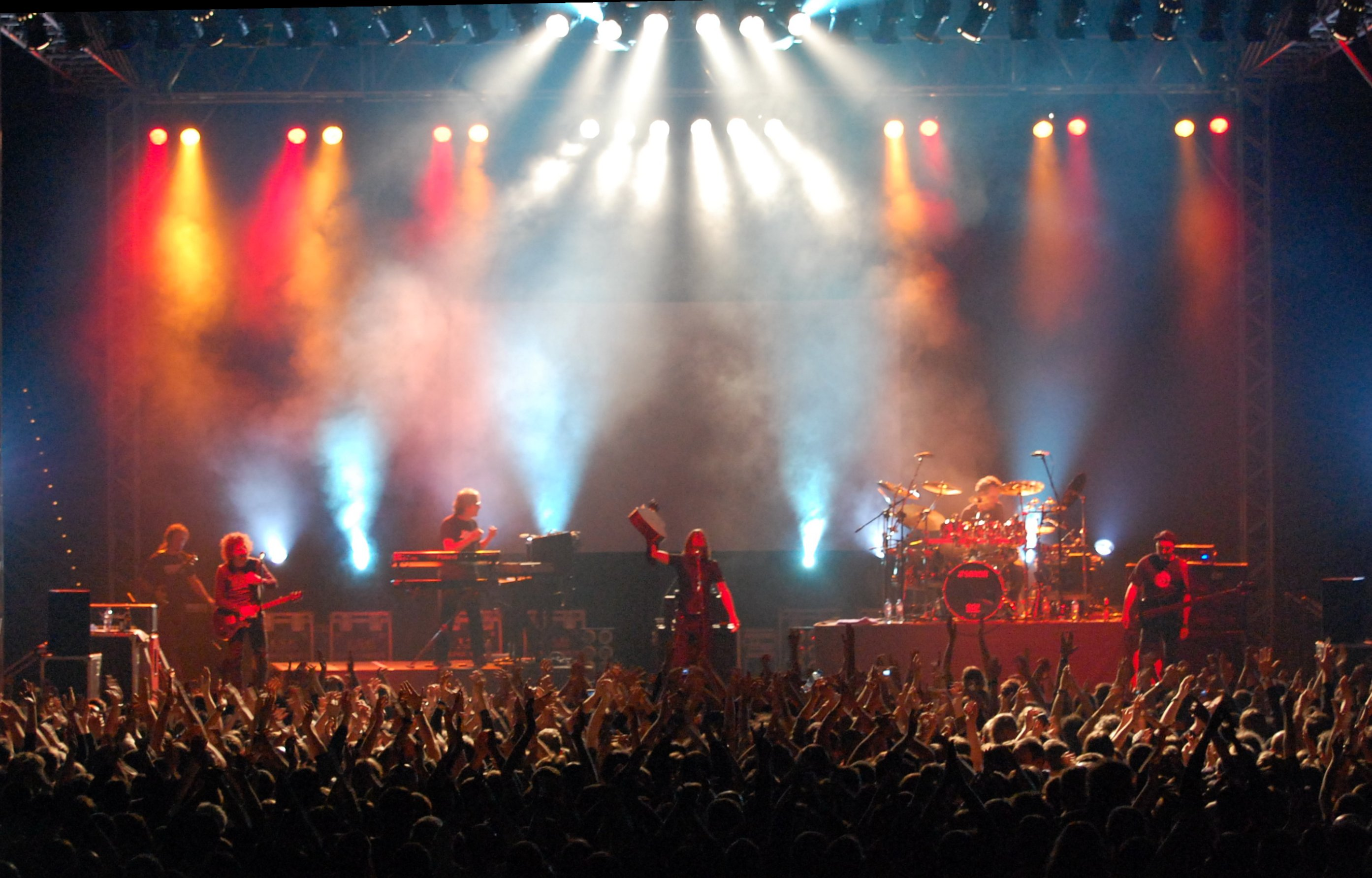
Porcupine Tree en 2007

En un espectáculo europeo en octubre de 2008, Wilson dijo que Porcupine Tree estaba comenzando a trabajar en material para su siguiente álbum con un ojo hacia 2009 para lanzarlo. Más tarde se reveló que el disco se titularía The Incident. Este es un doble CD conteniendo "The Incident", una "ciclo de canciones" de 55 minutos, en el primer disco y cuatro canciones más cortas en el segundo. Recibió una significativa atención y cobertura mediáticas y la banda logró su mejor posición en las listas hasta la fecha, alcanzando el puesto 5 en los Países Bajos, 9 en Alemania, 23 en el Reino Unido y 25 en el Billboard 200 en los Estados Unidos.[cita requerida] La gira posterior de Estados Unidos y Europa enfatizó un gran incremento en los seguidores de la banda, con muchos espectáculos completamente vendidos.[cita requerida] El sencillo de The Incident, "Time Flies" estuvo disponible como descarga gratuita en iTunes por una semana en octubre de 2009.
Hasta esta época, Wilson tuvo una alta demanda como productor y Porcupine comenzó a ser citado como una influencia en una camada de nuevos músicos y bandas, como Riverside Leprous y Long Distance Calling.
En octubre de 2011, en medio de su primera gira en solitario para Grace for Drowning, Wilson declaró que se reuniría en 2012 con Porcupine para comenzar otro proyecto, sin embargo en diciembre dijo que solamente estaba enfocado en su carrera en solitario y no sabía cuando volverían. Algunas de las razones de poner un receso fue el agotamiento creativo y sentir que no había ideas nuevas para la banda, además de su interés de trabajar con distintos músicos, también surgieron rumores acerca de roces creativos con el bajista Colin Edwin, pero nunca fueron confirmados. 
A pesar de tener una prolífica carrera en solitario, las preguntas sobre el regreso de Porcupine Tree seguían presentes con cada nuevo disco publicado, entrevista y gira realizada; la mayoría de las veces respondiendo que no había planes para tocar juntos, aunque aseguraba que no había terminado por completo pero no había señales de una reunión del grupo. En 2021, durante una entrevista con Profil Prog respondió: <<lo que siempre le digo a la gente es 'Cuando menos esperes que haga algo, probablemente sea cuando lo haga'. Con Porcupine Tree, me imagino que probablemente hagamos otro disco algún día, no sé cuando>>. 
A finales del mismo año, mediante algunos videos y un comunicado en la página web de Porcupine Tree se anunciaba la reunión del grupo para la publicación de Closure/Continuation, el undécimo álbum de estudio de la banda, el primer material inédito en 12 años y también el primer disco que presentaba al grupo en formato de trío, junto a Gavin Harrison y Richard Barbieri. La gira de presentación del disco inició en septiembre de 2022, y se extendió hasta agosto de 2023. Paralelo a la gira de Porcupine Tree, Wilson ha anunciado la publicación de su siguiente álbum en solitario The Harmony Codex, aún sin fecha de lanzamiento oficial. 

### Canciones versionadas
Entre 2003 y 2010 Wilson lanzó una serie de seis CD de dos pistas bajo su propio nombre, cada una con una versión y una canción original de Steven Wilson (salvo una ocasión que fue un arreglo de una canción tradicional). La elección de los covers era impredecible para los estilos más habituales de Wilson, con canciones de la cantante canadiense Alanis Morissette, el grupo de pop sueco ABBA, la banda de rock británica The Cure, el compositor escocés Momus, Prince, y el cantautor Donovan. El objetivo era darle una nueva perspectiva a temas que él considera estupendos pero que los amantes de la música suelen descartar, en parte por la gran popularidad y polémica de estos artistas. En junio de 2014 publicó el álbum compilatorio Cover Version que reúne todas las canciones antes mencionadas.
Separado de los Cover Versions, Steven también contribuyó a una reinterpretación de la canción "Stoneage Dinosaur" de Cardiacs para el compilatorio Leader of the Starry Skies: A Tribute to Tim Smith, Songbook 1 en diciembre de 2010, que sirvió como una recaudación de fondos para su líder Tim Smith, quien estaba hospitalizado en aquel entonces.

### Insurgentes
En noviembre de 2008 Wilson lanzó su primer álbum oficial, Insurgentes, grabado en distintas partes del mundo entre enero y agosto de ese año. Fue publicado como un CD doble más un DVD-A (limitado a 3,000 copias) y una versión vinilo de 4 x 10 pulgadas (limitado a 1,000 copias), ambas con un libro de tapa dura de 120 páginas con imágenes del fotógrafo danés Lasse Hoile. Una edición CD estándar al por menor (también incluyendo el DVD-A 5.1) fue publicada el 9 de marzo de 2009.
El proceso de grabación fue capturado en un largometraje homónimo de Lasse Hoile, descrito como una road movie musical parte documental/parte surreal, incluyendo entrevistas con Steven y otros artistas sobre qué significa ser músico en la era de las descargas y los iPods. La película fue estrenada en el CPH:DOX international film festival en Copenhague en noviembre de 2009[cita requerida], así como en distintos festivales de Suecia, Alemania, México, EE. UU., y Canadá.[cita requerida] Lasse también dirigió un video para la canción "Harmony Korine" que consistió en un homenaje para algunas de las películas europeas favoritas de cine arte de Steven y Lasse, y fue nominada por "Premio a la mejor cinematografía" y "Premio al mejor video musical" en el prestigioso International Film Festival of the Art of Cinematography Camerimage.
Un dato curioso se da cuando Steven Wilson está de gira en la Cd de México y durante el denso tráfico de esa ciudad está en un auto detenido en un semáforo con el ejecutivo mexicano que los llevó de gira en ese país, el fotógrafo Lesse Hoile y el chofer del auto;  comentó lo interesante y pintoresca que le parece la ciudad a pesar del tráfico.... ¿por cierto, qué quiere decir eso? pregunta Steven al ejecutivo y dirigiéndose al letrero de la Av Insurgentes... al recibir respuesta comentó de forma afirmativa: entonces es por la Insurgencia.... así le voy a poner de nombre a mi siguiente disco.
Un miniálbum remezclado fue lanzado en noviembre, contando con remezclas de material de Insurgentes por David A. Sitek de TV on the Radio, Dälek, Engineers, Pat Mastelotto, y Fear Falls Burning.

### Grace for Drowning
El segundo álbum de Wilson, Grace For Drowning, fue publicado en septiembre del 2011 en formatos de CD, vinilo y Blu-ray. Es un doble álbum, con las piezas individuales llamadas Deform to Form a Star y Like Dust I Have Cleared From My Eye. La inspiración del disco fue la época a finales de los 60' y principios de los '70 donde se entrecruzaron artistas de jazz y rock, lo que Steven aprendió en su remezcla de álbumes clásicos. Wilson realizó audiciones para encontrar músicos para su gira, en las que reclutó al antiguo tecladista de Miles Davis, Adam Holzman, el bajista de Steve Hackett y John Paul Jones, Nick Beggs, y el baterista Marco Minnemann. Steven anunció su primera gira en solitario en Europa y Norteamérica, para promover sus dos álbumes, el que tomó lugar en octubre y noviembre de 2011 con canciones tanto de Insurgentes como de Grace for Drowning. Un álbum en vivo/DVD/Blu-ray grabado en Ciudad de México y titulado Get All You Deserve fue lanzado el 25 de septiembre de 2012.
El 16 de diciembre de 2011, Wilson anunció en su página de Facebook nuevas fechas para la segunda etapa de su gira de Grace for Drowning, abarcando entre abril y mayo de 2012. Fechas para Sudamérica fueron añadidas y anunciadas el 21 de febrero de 2012, incluyendo Venezuela, Chile, Argentina y Brasil.[cita requerida] También ganó el título de "Guiding Light" (luminaria) en los "Progressive Music Awards" 2012.

### The Raven That Refused to Sing (And Other Stories)
El tercer álbum de estudio de Wilson fue publicado el 25 de febrero del 2013, contando con varios músicos de su anterior gira: Guthrie Govan (guitarra), Adam Holzman (teclados), Theo Travis (flauta/saxofón), Nick Beggs (bajo/stick), y Marco Minnemann (batería). Fue grabado en EastWest Studios, en Los Ángeles y su ingeniero de audio fue Alan Parsons, quien participó en discos de los Beatles y Pink Floyd. La temática fue inspirada por historias de fantasmas de principios del siglo XX y en una entrevista de junio del 2015, Steven reveló que fue una reacción a la muerte de su padre. También declaró que es el primer disco en el que no escribe música para él mismo, sino para su banda y aprovechar su capacidad técnica, y que además es una "carta de amor" para el rock progresivo de los '70, aunque no cree que vuelva a repetir esto. En las listas de popularidad, el álbum alcanzó el top 30 en el Reino Unido y el top 3 en Alemania. En octubre de 2012, Wilson anunció la primera etapa de la gira del álbum, que constaba de 18 conciertos a través de Europa y 17 a través de Norteamérica, entre marzo y mayo de 2013. Para estos espectáculos, Chad Wackerman (conocido por su trabajo con Frank Zappa) reemplazó a Marco Minnemann en la batería debido a conflictos en su calendario. La segunda etapa del tour en octubre y noviembre de 2013 cubrió Australia y Europa, e incluyó un espectáculo en el Royal Albert Hall en Londres totalmente vendido.
El álbum vendió más de 100.000 copias a dos años de su lanzamiento, transformándose en el mayor éxito comercial de toda su carrera (superado dos años más tarde por Hand.Cannot.Erase.).[cita requerida] Ganó el premio a grabación del año en los Progressive Music Awards de la revista Prog y fue considerado el segundo mejor disco progresivo de los últimos veinticinco años en 2015 por The Prog Report.

### Hand. Cannot. Erase.
El cuarto disco de estudio de Wilson fue publicado el 2 de marzo del 2015 a través de Kscope. Grabado en Air Studios junto a los mismos músicos de Raven, fue inspirado por un documental sobre una joven británica llamada Joyce Carol Vincent, quien permaneció muerta en su apartamento por tres años antes de ser descubierta. Es el primer álbum completamente conceptual de Wilson y cuenta con la cantante israelita Ninet Tayeb más un coro de niños en varias pistas. Fue ampliamente alabado por la crítica. The Guardian calificó el álbum con cinco estrellas y lo llamó "un inteligente, espiritual e inmersivo trabajo de arte". La revista Eclipsed lo reseñó como "una joya radiante más en la discografía de Steven Wilson. Moderna, perturbante, ¡brillante!" y Metal Hammer le concedió 6/7 estrellas y la describió como "otra obra maestra". La gira de promoción se extendió entre marzo y junio de 2015, y consistió de 31 conciertos en Europa y un total de 34 conciertos en Norte y Sudamérica. En septiembre, dos conciertos especiales tomaron lugar en el Royal Albert Hall en Londres. Debido a la gira venidera de The Aristocrats, para los espectáculos en América Guthrie Govan y Marco Minnemann fueron reemplazados por Dave Kilminster (guitarrista de Roger Waters) y Craig Blundell (miembro de Frost* y profesor internacional de batería) respectivamente. El álbum ganó tres premios en los Progressive Music Awards de 2015, entre los que se encontró el Mejor disco del año. En septiembre de ese año publicó el vinilo compilatorio Transience que reúne sus canciones más accesibles como solista.

### 4 ½

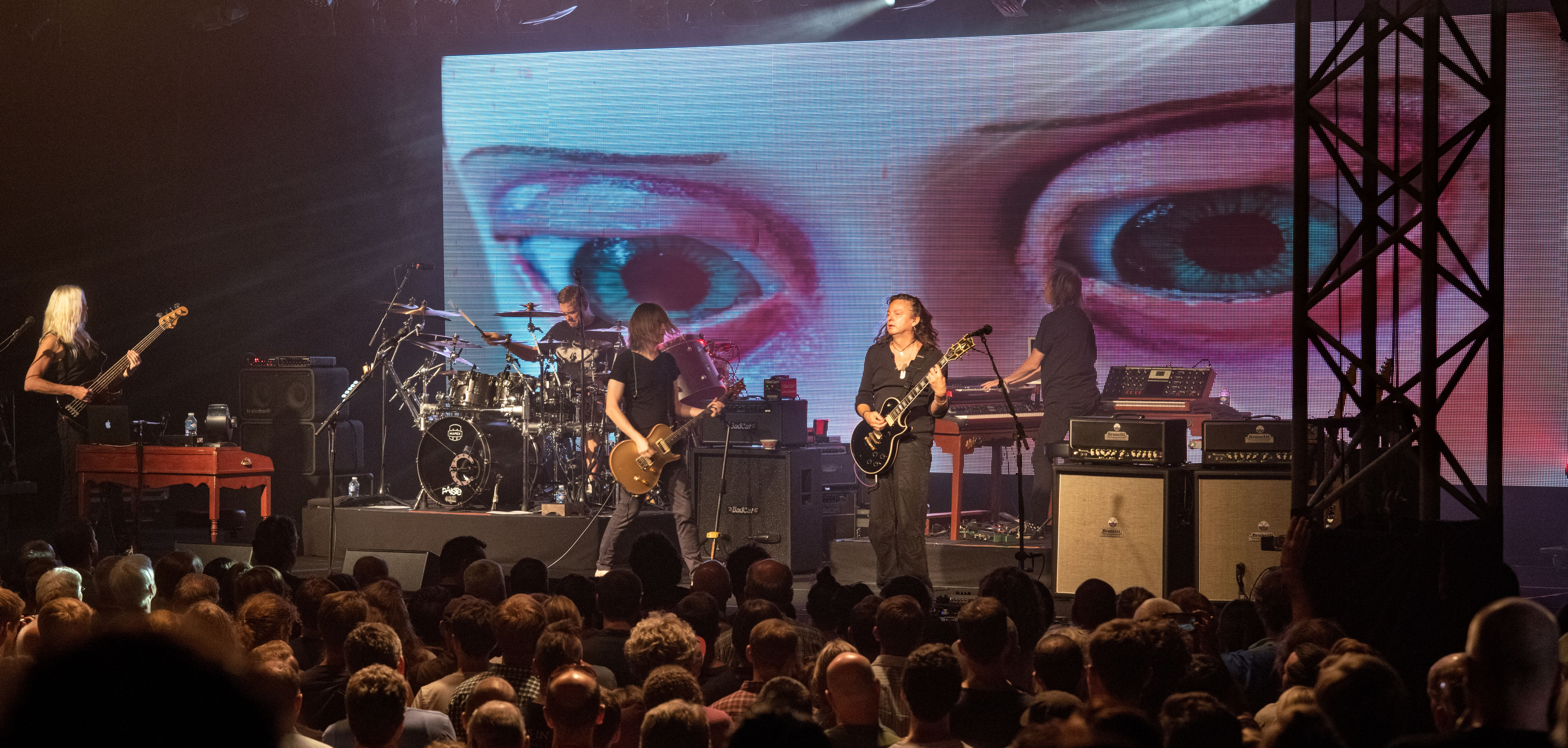
En el Zelt-Musik-Festival 2016, Freiburg, Alemania

4 ½ fue publicado el 22 de enero del 2016 bajo K-Scope. Se compone de grabaciones descartadas de sus últimos dos álbumes y canciones huérfanas. Varias canciones incluyeron una nueva técnica en el repertorio Wilson: un híbrido entre un concierto grabado de 2015 sumado a leves refinamientos en estudio. Como indica el título del disco trata de un lanzamiento intermedio entre el cuarto álbum de Steven, Hand. Cannot. Erase., y su próximo quinto álbum de estudio.

### To the Bone
En febrero de 2016, Steven Wilson reveló que ya había comenzado a componer material y que planeaba publicarlo en noviembre de 2017 como una especie de "conmemoración" a sus cincuenta años de vida. El 12 de diciembre Wilson comenzó la grabación de su álbum. Entre algunos confirmados se encuentran Craig Blundell, Nick Beggs, el ingeniero de audio Paul Stacey y la cantante Ninet Tayeb. El 10 de mayo de 2017 anunció que "To the Bone" sería el título del disco y que saldría a la venta el 18 de agosto del mismo año bajo Caroline International, el sello por el que el artista británico acaba de fichar.

### The Future Bites
En enero de 2021, fue publicado su sexto álbum de estudio titulado The Future Bites. Originalmente su lanzamiento fue planeado para junio de 2020, pero debido a la pandemia de COVID-19 fue lanzado hasta el siguiente año. El álbum tuvo opiniones mayormente favorables; sin embargo, parte de la audiencia argumentaba que Wilson "ya no era el mismo" debido a la predominancia del género electrónico y pop en el disco. A pesar de las críticas, el músico ha declarado que las opiniones externas no lo afectan y que es autocomplaciente en su trabajo. 

## Proyectos musicales

### No-Man
No-man es la colaboración de larga data entre Wilson con el cantautor Tim Bowness. Influenciado por todo desde la música ambiental hasta el hip-hop, sus primeros sencillos y álbumes eran una mezcla de ritmos de dance y orquestaciones exuberantes. Sin embargo, luego de unos años el dúo comenzó a crear música más textural y experimental. Comenzando con Flowermouth en 1994, han trabajado con una amplia paleta de sonidos y muchos músicos invitados, mezclando baladas tanto con sonidos acústicos como electrónicos. No-Man fue el primer proyecto de Wilson en alcanzar algún grado de éxito, firmando con el sello independiente del Reino Unido One Little Indian (el sello de Björk, The Shamen y Skunk Anansie, entre otros), y lanzando un retahíla de sencillos, llegando a ser denominados por la revista Melody Maker como "la banda inglesa más importante desde The Smiths". El proyecto permanece en pie, predominantemente como reuniones en estudio esporádicas, sin embargo nunca logró el mismo éxito comercial de Porcupine Tree.

### I.E.M.
En 1996 apareció la primera de una serie de álbumes de I.E.M. (The Incredible Expanding Mindfuck, un nombre que también fue considerado para Porcupine Tree en su infancia),[cita requerida] dedicado a explorar el amor de Wilson hacia el krautrock y el rock experimental. Inicialmente Steven tenía planeado que el proyecto fuera anónimo, pero su entonces sello Delerium Records publicó una canción en su compilación Pick N Mix con la composición atribuida a "Steven Wilson" y los intentos de hacer pasar el proyecto de esta forma se desvanecieron. El proyecto lanzó dos álbumes más: Arcadia Son e IEM Have Come For Your Children en 2001. Una caja recopilatoria de 4 CD, consistentes en todo lo que Wilson grabó bajo este nombre - anunciado como "un homenaje y despedida final para I.E.M." - fue lanzado en junio del 2010.[cita requerida]

### Bass Communion
En 1998 Wilson lanzó Bass Communion, un proyecto dedicado a grabaciones en una vena ambiental, drone, y/o electrónica. Hasta ahora ha habido muchos CD, vinilos LPs, y sencillos de duración completa de Bass Communion, muchos de ellos publicados en ediciones hechas a mano o limitadas (las cuales se vendieron muy rápido) en empaquetación elaborada.[cita requerida] Bass Communion ha colaborado con muchos músicos experimentales líderes como Muslimgauze, Robert Fripp, Vidna Obmana (en el proyecto en marcha Continuum), Jonathan Coleclough, Colin Potter and Andrew Liles, entre otros.[cita requerida]

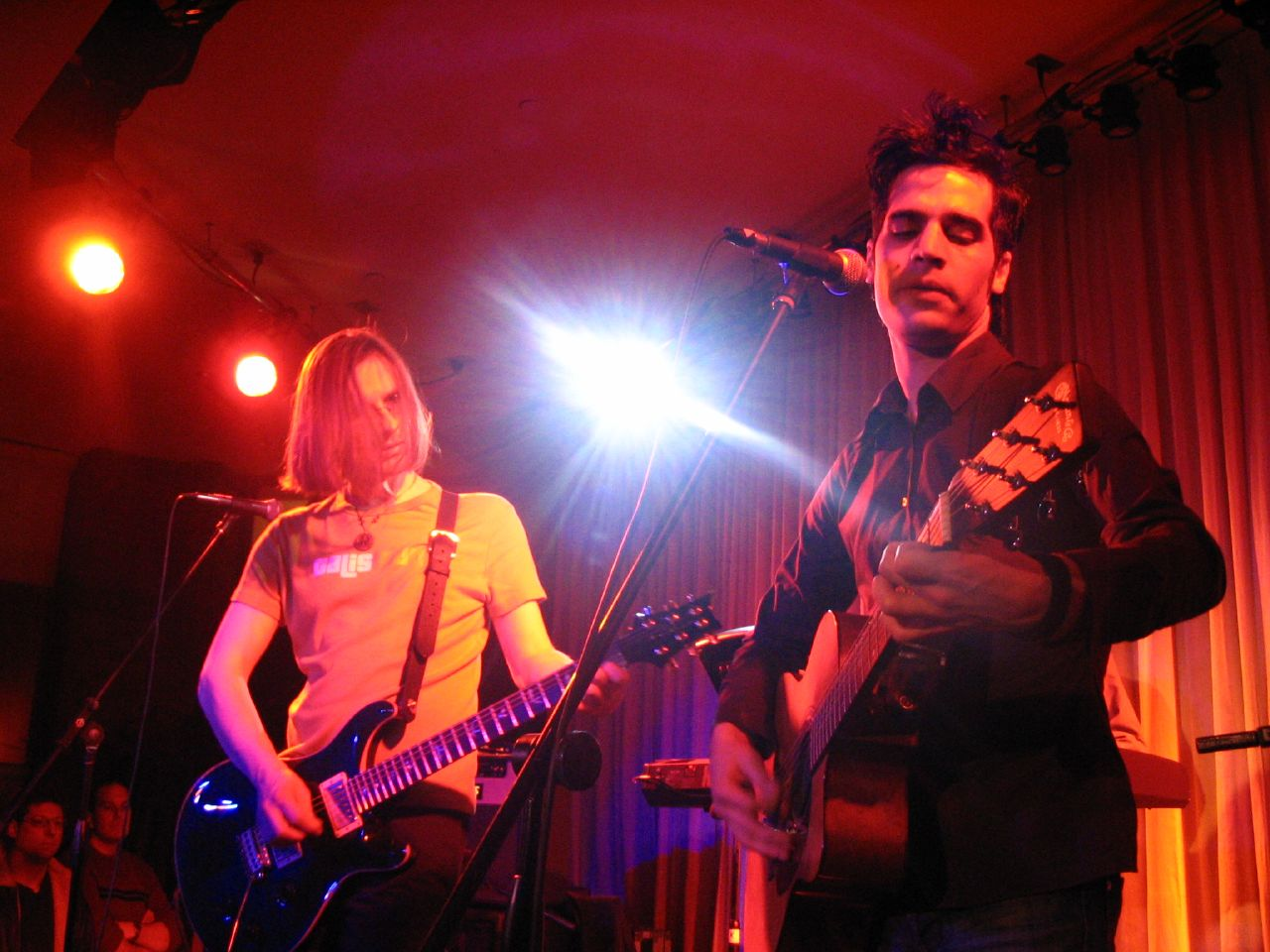
Wilson (izquierda) y Geffen durante una interpretación de Blackfield, 2005

### Blackfield
En 2001 Wilson conoció y comenzó a colaborar con el músico israelí Aviv Geffen, con quien creó la banda Blackfield. Desde entonces el dueto ha lanzado cuatro discos a los cuales se refieren como "rock melódico y melancólico".[cita requerida] Los álbumes han gestado muchos sencillos, particularmente "Blackfield," "Pain" y "Once". Un DVD en vivo de un concierto en Nueva York fue lanzado el 2007. Un tercer disco titulado Welcome to my DNA apareció en marzo del 2011. Más tarde en ese año Wilson decidió tomar un rol secundario en la banda, sintiendo que con tanto tiempo y atención dedicada en su carrera en solitario, no quedaba suficiente para llenar el rol de colíder de Blackfield. Él aún contribuyó al cuarto álbum de la banda, Blackfield IV, el 2013 como cantante y productor, pero Geffen fue la fuerza impulsora principal y lo será en el futuro. Wilson se separó de la banda después de una corta gira europea en febrero del 2014 y una fecha final en la Ciudad de Nueva York el 1 de mayo de 2014,[cita requerida] debido a su cada vez más estrecho horario con su carrera solista y proyectos próximos. El 10 de febrero de 2017 vio la luz el quinto disco de este proyecto, titulado Blackfield V, con mayor contribución de Wilson que en Blackfield IV, además de la participación de Alan Parsons.

### Storm Corrosion
Desde comienzos en su relación, Wilson y Mikael Åkerfeldt, líder de Opeth, decidieron trabajar en un proyecto conjunto el que se concretó en marzo de 2010 y fue llamado Storm Corrosion. El álbum homónimo fue publicado en mayo del 2012 bajo Roadrunner Records. Ha sido descrito como "la parte final en la impar trilogía de grabaciones completada por Heritage (de Opeth) y el segundo disco solista de Steven Wilson, Grace for Drowning". Åkerfeldt y Wilson no realizaron conciertos para el disco, y mientras los dos han expresado interés en trabajar juntos de nuevo, no hay planes en pie para otro álbum de Storm Corrosion.

## Producción y otras ocupaciones
Wilson se ha hecho conocido por la ostentosa producción de sus álbumes. Sus mezclas de 5.1 surround sound han recibido diversos elogios: los discos de Porcupine Tree, Fear of a Blank Planet de 2007 y The Incident de 2009; Grace for Drowning como solista, de 2011, y Storm Corrosion de 2012 fueron nominados a Grammys en la categoría "Mejor álbum con sonido envolvente". Fear of a Blank Planet fue votado como el #3 álbum del año 2007 por la revista multimedia Sound And Vision.
En los últimos años Wilson ha trabajado en muchos proyectos de sonido envolvente, remezclando los catálogos de bandas clásicas como Jethro Tull, King Crimson, Emerson, Lake & Palmer, Camel, Caravan, y Yes, y más recientemente de Roxy Music, Gentle Giant, XTC, Tears for Fears y Simple Minds, trabajo que dice ha influido sus obras personales.
En las remezclas, Steven intenta mantenerse lo más fiel posible a las obras originales, mientras que en los proyectos de sonido envolvente los realiza basándose en como le gusta el sonido. Wilson limita sus proyectos de remezclas a "los álbumes que ama" y a las bandas con que creció.
En 2007, Steven Wilson declaró que esperaba retirarse de las giras y solo dedicarse a la producción porque es su vocación y lo que mejor hace. Dice que se educó en este ámbito únicamente "experimentando y escuchando" y aprendió de sus errores en sus comienzos.
Wilson hizo una entrevista con el músico y compositor alemán Klaus Schulze. Schulze fue una figura importante del movimiento krautrock. Esta entrevista aparece como material adicional en el DVD en vivo de Schulze, Rheingold, de 2008. También ha sido invitado a entrevistar a otros artistas pero ha rechazado las propuestas.
Wilson durante un tiempo escribió reseñas para la edición mexicana de la revista Rolling Stone, incluyendo una para el álbum In Rainbows de Radiohead. Asimismo contribuyó como crítico ocasional en la revista británica Classic Rock,[cita requerida] pero abandonó este oficio por la cantidad de tiempo que le quitaba.
En mayo de 2025, Wilson realizó una mezcla en sonido Atmos del tema "Echoes" para la banda de Nick Mason Saucerful of Secrets, que fue publicada oficialmente.

### Colaboraciones
Wilson produjo, tocó guitarras, teclados y coescribió[cita requerida] varias de las canciones del álbum Sunsets on Empire de 1997 de Fish, exvocalista de Marillion.
Steven produjo y contribuyó coros, guitarra y teclados para los álbumes de Opeth Blackwater Park, Deliverance y Damnation[cita requerida], además de mezclar Heritage.
El álbum de Anathema, We're Here Because We're Here, fue mezclado por Wilson en un período que comenzó en enero de 2010 y es agradecido en las notas finales del álbum,[cita requerida] y mezcló dos canciones de su álbum Distant Satellites de 2014.
Wilson apareció como artista invitado en el álbum del 2007 Systematic Chaos de Dream Theater, en la canción "Repentance", como uno de los muchos músicos grabados pidiendo disculpas a personas importantes en sus vidas por errores pasados. De igual forma aparece como músico invitado en el álbum Immersion del grupo de drum and bass Pendulum, cantando en la canción "The Fountain". En 2014 participó junto a Tom Morello y otros músicos en el sencillo "Hello" destinado a recaudar fondos para Hope Runs, organización caritativa hacia niños huérfanos keniatas con sida.

## Estilo

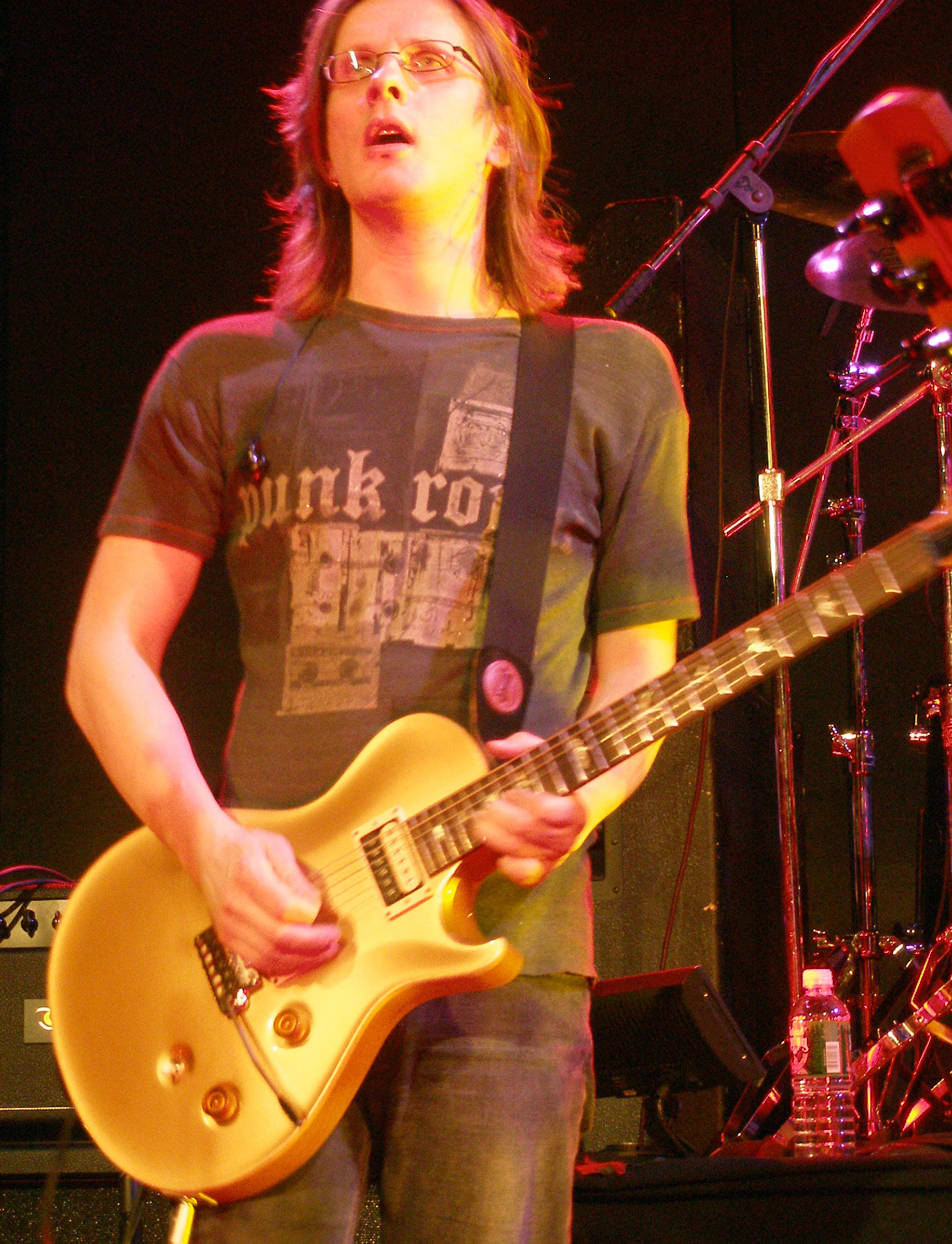
Guitarra PRS Singlecut de tapa dorada usada por Wilson.

Steven Wilson tiene una aversión a repetirse o "volverse una parodia" de sí mismo y ha sido denominado una "personalidad musical bipolar" porque cada cierta cantidad de proyectos su estilo tiene grandes variaciones.
Los álbumes de Steven Wilson suelen ser conceptuales con momentos diversos y matizados, tanto musicalmente como en la prosa, lo que se debe a su fascinación con crear "un viaje musical". De igual forma, gran parte de sus canciones son extendidas, así como impredecibles, con métricas inusuales y en ocasiones polirrítmicas, aunque también ha incursionado en las tradicionales de corta duración, principalmente en Blackfield y los discos Stupid Dream y Lightbulb Sun de Porcupine Tree.

### Género e influencias
Aunque Steven Wilson ha experimentado distintos estilos musicales en sus impares proyectos, es principalmente englobado dentro del rock progresivo, no obstante sus influencias son extremadamente eclécticas: rock progresivo de los '70, psicodelia, electrónica, metal extremo, pop, krautrock, drone, jazz, música ambiental, música alternativa, noise, post-punk, música industrial,
 trip hop, música vanguardista, música cinematográfica, folk, shoegazing, NWOBHM, y música clásica. Consecuentemente él está en contra de las categorías genéricas a las que considera una "muerte creativa" y desprecia tanto su limitación como el esnobismo en las que derivan. Las bandas que más lo marcaron cuando niño fueron King Crimson, Pink Floyd y Tangerine Dream, a quienes considera su primer punto de referencia musical.
Para Wilson, todo lo que escucha (e incluso las películas que ve o las experiencias que vive) influye en su obra, o en sus propias palabras: "el input siempre afecta el output", declarando que le "gustan tantas cosas diferentes y todas ellas entran en este crisol que produce" su música.
Sobre su carrera solista Wilson dice que tardó más de veinte años "experimentando y explorando" en diversos proyectos hasta sentirse listo para juntar todas las hebras de su personalidad musical y que fuera "cohesivo y completo, y no sonara como un revoltijo esquizofrénico de ideas".
Tanto algunas composiciones como la iconografía de la música de Wilson tienen un gran tinte psicodélico. Respecto a su inspiración dice que siempre le ha atraído la cultura de las drogas pero que nunca las ha utilizado.

El tema me fascina pero como un forastero. La gente dice que muchos grandes artistas crearon su mejor trabajo usándolas. Yo no lo creo; las drogas les permiten interceptar en el poder de los sueños. Pero yo puedo hacerlo sin químicos para facilitar el proceso.

### Instrumentación
Steven Wilson es un multinstrumentista, productor e ingeniero de sonido autodidacta, tocando guitarra, teclados y voz, incluyendo otros instrumentos si es requerido, como bajo, autoarpa, dulcémele, banyo, sampler, y flauta.[cita requerida] Heterodoxamente, Wilson ha rechazado clasificaciones como "cantante" o "guitarrista", declarando que es un "productor-compositor, o más simplificado, alguien que crea grabaciones", lo cual desde niño fue su vocación, y solo utiliza sus instrumentos con este fin. De la misma forma, Wilson se autodenomina "una especie sabio idiota" (idiot savant), porque escribe música relativamente complicada a pesar de no tener ningún trasfondo académico (no entiende las partituras musicales y desconoce el nombre de muchos acordes), no ser un guitarrista técnico y difícilmente tocar la música de otras personas, y solo se basa en lo que "suena bien" para él.
En varias grabaciones suele utilizar efectos vocales, como overdubbing, reverberación y multipistas, las que han llegado a 40-50 armonías sobrepuestas, atribuidas a su gusto por Beach Boys, Todd Rundgren y Crosby, Stills, Nash and Young, y particularmente de Brian Wilson. Muchos de estos los desarrolló debido a una falta de confianza en su voz y revela que cuando empezó a cantar en vivo en 1994 "fue un gran, gran paso".
Su forma de uñeteo es principalmente el downpicking el que atribuye a las bandas que eran populares mientras crecía en los 80 (de post-punk y new-wave) y su estilo ha sido descrito como "relativamente refinado, con muchos controles, pero aún teniendo esa energía agresiva [característica del punk]". Steven curiosamente compuso una pieza en guitarra de nailon ("Belle de Jour") para forzarse a aprender a tocar con los dedos. Su estilo ha sido alabado por músicos como Mikael Åkerfeldt, mientras que el guitarrista Niko Tsonev sostiene que "preserva la tan elusiva cualidad de frescura en su interpretación sin atarse a formas, escalas ni patrones [...] Tiene un sentido súper-sólido del ritmo y es un rey de la tonalidad". Para la técnica de slide, Wilson ocupa insólitamente un anillo servilletero de latón que fabricó en su escuela cuando niño, el cual conserva y utiliza hasta hoy. Steven considera a Robert Fripp como su principal influencia guitarrística, seguido por otras figuras progresivas como Alex Lifeson y David Gilmour. Wilson dice que nunca ha sentido un fetichismo hacia las guitarras ni grandes guitarristas, y que no las toma para "aprender como tocar la música de otras personas, sino [que solamente] para crear sonido y escribir música", "abordándolas como parte de la textura de las canciones". Como consecuencia, la mayoría de los sonidos que crea y experimenta son gracias a la adición de efectos y pedales.
Las obras de Wilson suelen contar con ambivalencias. Por ejemplo muchas de sus canciones tienen melodías alegres y edificantes, pero las letras tratan sobre temas muy oscuros. Para el periodista Tom Dare: "Él ha escrito canciones usando guitarras acústicas que superficialmente parecen muy dulces, pero contienen más malevolencia que un álbum de Anaal Nathrakh ("The Watchmaker", por ejemplo) o la clase de terror usualmente reservada para grupos como Deathspell Omega o Tyranny [grupos de black metal]".
Wilson compone principalmente en guitarra, piano y su computadora, aunque sus procesos de escritura son ubicuos y no los riguriza.

### Equipo
Steven Wilson utiliza principalmente guitarras Paul Reed Smith. Tiene modelos Baritone, Custom 22 que es la que más utiliza en vivo debido a su dinamismo, Custom 24 afinada en Re, y Singlecut con afinación estándar. También incluye acústicas Babicz Dreadnought Cutaway en afinación estándar. En los últimos años añadió a su repertorio guitarras acústicas Ovation con afinación Nashville. Utiliza muchos pedales análogos y solo dos digitales (reverberación y delay), todos a través de un pedalboard Gig Rig.
En el estudio utiliza las PRS, Gibson Les Paul, Fender Telecaster, Stratocaster, acústicas Babicz y AlumiSonic Ultra 1100, guitarra hecha completamente de aluminio de la que tiene un modelo personalizado.
Las grabaciones y mezclas de sus trabajos las realiza a través de un equipo Apple Power Mac G5 en el programa Logic TDM, aunque con la maquinaria de Pro Tools (de Digidesign) porque prefiere sus plug-ins, mientras que su convertidor de estudio es el Apogee Trak2. Su preamplificador incluye un Line6 P.O.D.[cita requerida]
Steven Wilson emplea amplificadores Bad Cat a través de dos canales (limpio y sucio) cambiados por su Gig Rig y Leslie Tech 21 T en sus presentaciones. Utiliza micrófonos Neumann U87.

### Letras
Steven Wilson es conocido por sus composiciones melancólicas y críticas, aunque afirma estas que no reflejan su personalidad ya que suele escribirlas en momentos "tristes, reflexivos o incluso enojado". "[Componer] es muy doloroso", afirma, "es un exorcismo de aquellos elementos negativos", encontrando "más fácil escribir sobre el lado negativo del mundo que de los más felices". Sus tópicos más visitados son la nostalgia, la añoranza por la niñez, el arrepentimiento, la pérdida, la mortalidad, el aislamiento, las relaciones amorosas, la alienación, la enajenación tecnológica, la soledad y el nihilismo. También suele recurrir a temas que no comprende pero que lo dejan pasmado, al punto de estudiar exhaustivamente algunos, como los asesinos seriales, la religión, o el abuso de las drogas.
Gran parte de las composiciones de Wilson tienen un trasfondo autobiográfico, a menudo directo y en otras camuflado en historias o un personaje (como en Hand. Cannot. Erase.). En ocasiones el tema de la nostalgia va acompañado por la representación de trenes ya que creció cerca de una estación de ferrocarriles y solía escucharlos antes de dormir. Wilson dice que "unen muchas otras cosas como olores, vistas, sonidos, recuerdos tanto buenos como malos" y declara: "Los utilizo como un símbolo del tiempo pasando, tú los llamas pero ellos siguen, haciendo caso omiso. [...] También al crecer en un pueblo pequeño los trenes se transformaron en un símbolo de las grandes ciudades. Todas las cosas emocionantes que sucedían en un lugar muy lejano... También son un símbolo de cosas más grandes y del futuro en ese sentido".
Los fantasmas son otro tema reiterado en sus composiciones debido a que en su infancia creía y estaba obsesionado con ellos. Los utiliza como una metáfora del arrepentimiento y cree que son un mecanismo con el que la gente concilia la mortalidad.
Para componer letras suele utilizar sinestesia: al escuchar una pieza comienza a ver el equivalente cinematográfico en su mente para después transcribirlo.

### Presentaciones en vivo
Las presentaciones en directo de Wilson han sido elogiadas por la calidad de sonido, elementos visuales e interpretación musical.
Para los espectáculos, Steven Wilson toca con los pies descalzos. Esta costumbre particular se remonta a su infancia, en la que recuerda: "Siempre he tenido problemas con los zapatos y siempre he caminado con los pies descalzos". Asimismo, agrega que otro factor para tocar descalzo es que le da ventaja en la operación de los diversos pedales de guitarra.
Wilson afirma:
"He pisado clavos, tornillos, chinchetas, me herí el dedo del pie, he llegado a salir de los escenarios sangrando... es decir, he tenido de todo, pero para ser honesto, nada me va a parar". En una ocasión acabó con una jeringa introducida en su pie y tuvo que realizarse una vacuna antitetánica. No obstante hoy utiliza una alfombra y ya casi no le acontecen accidentes por la incrementada calidad de sus escenarios y equipo.

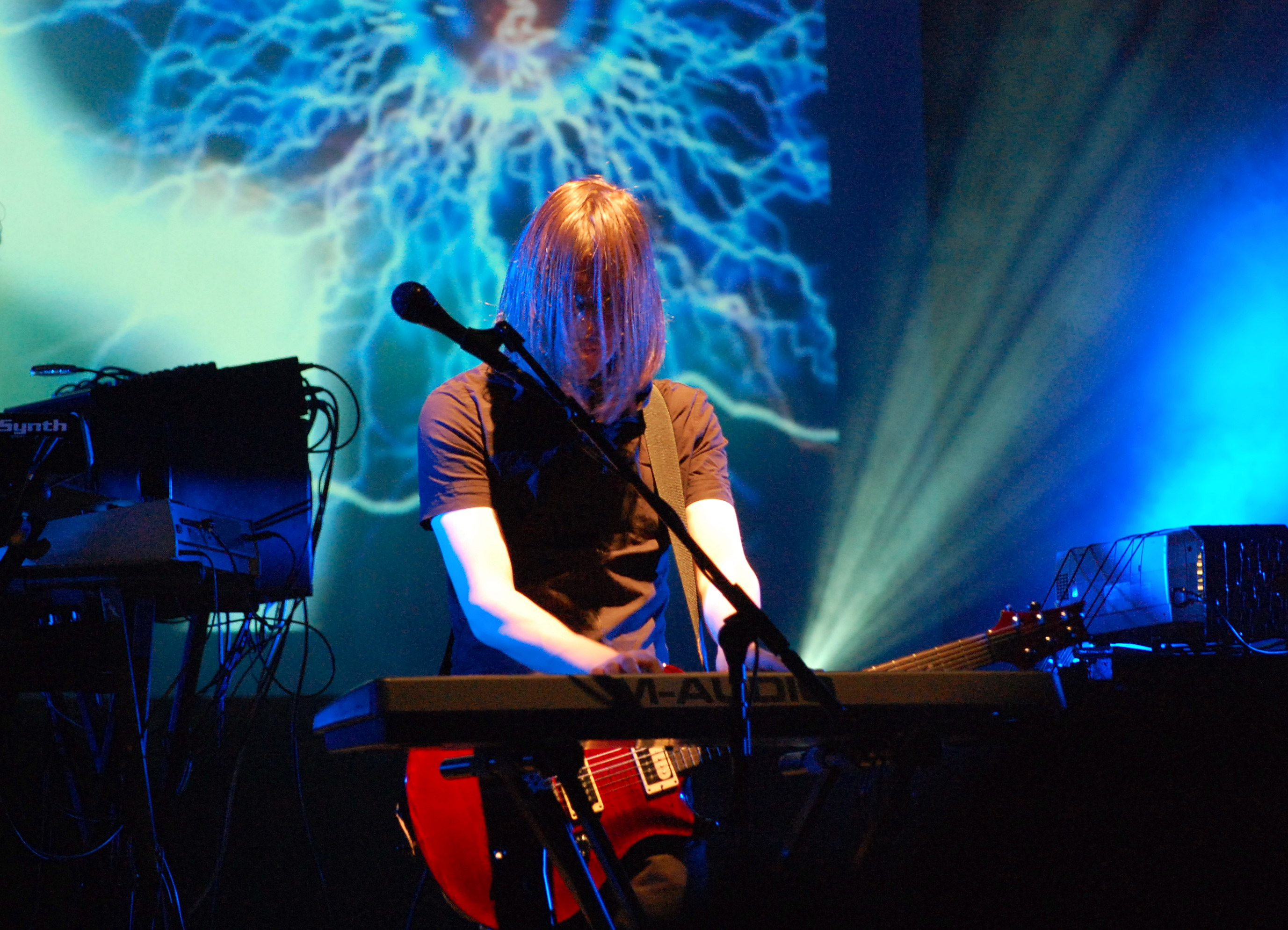
Detrás de Wilson tocando teclado se aprecian las imágenes proyectadas para la gira de Fear of a Blank Planet, realizadas únicamente por Lasse Hoile en ese entonces.

Hasta principios del nuevo milenio, Steven tenía un contacto cercano con sus espectadores al punto de contar anécdotas y chistes, pero esto disminuyó con el creciente aumento del público y la búsqueda de un continuo musical (aunque en sus últimos conciertos solistas lo ha revivido). Desde mediados de la década del 2000, junto a la extensión de las canciones en sus próximos álbumes, suele acompañar sus interpretaciones por videos e imágenes (en su mayoría material inédito) proyectadas al unísono, creados básicamente por los artistas visuales Lasse Hoile (con quien trabaja desde In Absentia de 2002) y Jess Cope (desde Storm Corrosion de 2012), así como iluminaciones, sonido envolvente y otros efectos, arreglados por el ingeniero de audio Ian Bond. A partir de sus giras en solitario incorporó sonido cuadrafónico envolvente. El músico describe sus interpretaciones en vivo como "un viaje musical que es comparable a mirar una película", intentando "tratar de contar una historia para mantener a la gente presa durante dos horas", lo que es facilitado por sus álbumes conceptuales y dinamismo musical. También ha decidido no incorporar teloneros en sus presentaciones porque quiere que "el espectáculo completo sea inmersivo desde el momento en que entras hasta el momento en que sales".
Debido a su complejidad y costo, así como la poca presencia de Wilson en la música popular y su limitada actividad en redes sociales, algunos promotores no han aceptado su espectáculo completo y él se ha negado a presentarlos bajo su estándar, por lo que ha tenido retrasos en visitar países con bases de fanáticos, como Grecia e India.
Wilson declara que "nunca quiso ser un frontman, un cantante, intérprete, ni siquiera quería subir al escenario", y que su único objetivo siempre fue "ser un productor [...] el director de un espectáculo audio-visual", razón por la cual se sentía muy nervioso e incómodo en sus primeros espectáculos. Sin embargo, desde que comenzó a realizar giras en solitario, Wilson redujo su interpretación con la guitarra y se enfocó más en su voz. Asimismo se muestra más animado, gesticulador y dinámico, y dice que aprendió a disfrutarlo porque ganó confianza, en parte a los virtuosos con quienes cuenta en su banda, y a que ahora puede expresar exactamente su visión artística, lo que se veía restringido con los compromisos que debía hacer con los miembros de sus bandas anteriores.

### Visión artística
Steven Wilson piensa que un artista debe ser autocomplaciente y egoísta en sus creaciones, sin dejarse llevar por la opinión de la audiencia, diferenciándolos de los "animadores" (entertainers, como los denomina en inglés), quienes buscan complacer a otras personas. Declara que un animador (a quienes dice respetar) termina siempre repitiendo lo mismo por sus admiradores, mientras que un artista se guía por un deseo profundo que es más conductivo a la experimentación e innovación, debido a que "es natural que la música debe cambiar, ya que la persona cambia con las experiencias y el paso del tiempo, y la música es el reflejo [de la persona]". En el primer punto ejemplifica a Foo Fighters, mientras que en el segundo a David Bowie y Prince, a quienes considera los últimos representantes de la era dorada del pop. Wilson ha intentado llevar a cabo su carrera según su definición de artista, y rehúye leer críticas musicales, pidiéndole a su representante que ni siquiera les presente las positivas. Sus artistas favoritos son quienes, según su criterio, siguen esa disposición aun arriesgando su enorme prestigio: los músicos Frank Zappa y Thom Yorke de Radiohead, y los cineastas David Lynch, Stanley Kubrick y Orson Welles.
Steven cree que la exposición personal y profunda de un autor es parte de su responsabilidad como alguien auténtico, y, al hacerlo, su arte debe reflejar a otras personas, tal como si se estuvieran mirando en un espejo. Consecuentemente se limita a presentar sus posturas y pensamientos ya que está en contra de "predicar" mensajes a los demás: "en lugar de sentirme identificado con artistas como Bono, que le dice a la gente por quien tienen que votar o como tienen que pensar, lo hago más con Thom Yorke". Tampoco cree que el escuchar música esté comprometido con la corrección política ni el trasfondo de los compositores (siendo oyente de Burzum por ejemplo).
Wilson desdeña a la música mainstream y pop contemporánea, tildándola de "horrible" así como "increíblemente conservativa, banal y muy predecible" y no tiene interés en ella. Declara que va en contra de todo lo que lo inspiró a ser músico porque la creatividad y ambición ya no es abogada allí. Él cree que una de las razones de su decaimiento es el exceso de refinamiento electrónico en las voces de los músicos, de los que dice que "suenan como Stephen Hawking cantando la mayoría del tiempo, para mí".
Steven Wilson ha sido apasionado por descubrir nueva música desde niño, fundamentalmente en el underground, donde también explora el cine y la literatura, porque piensa que "el trabajo menos interesante suele ser el que está en el mainstream; las cosas más interesantes son las que tienes que investigar". Él considera a la curiosidad, tanto artística como su pasión por viajar y descubrir nuevos sitios, el factor de mantenerse inspirado por tantos años y "casi le molesta" cuando lee a otros músicos referenciando siempre a las mismas obras. Por su parte, en su página de internet actualiza recurrentemente su lista de reproducción de álbumes, los que cubren una enorme gama de estilos.
Siendo un admirador del rock progresivo clásico y la ciencia ficción, considera destacados los trabajos que exploran la humanidad y el interior de los personajes, como Blade Runner, y no los que se enfocan en el "exterior", como Star Wars u obras de tipo "tolkieniano", cuyos álbumes musicales centrados en este último tópico "pierden el objetivo [de componer]" para él. Asimismo ha demostrado molestia cuando lo comparan con estos, aun de forma positiva, diciendo: "Nunca he escrito nada remotamente conectado con el mundo de la fantasía, nunca verás ilustraciones al estilo de Roger Dean [...] Estoy intentando escribir estas canciones que son sobre el mundo en que vivimos, emociones humanas tangibles y no de algún hobbit viviendo en otro planeta".
Wilson piensa que la creatividad no se restringe a un campo y que si no estuviera trabajando en la música lo haría en otro medio artístico. Por ejemplo intentó escribir varios libros aunque no terminó ninguno (no cierra la posibilidad de algún día publicar alguno), y escribió un guion cinematográfico junto a un amigo cineasta. Wilson ha extendido sus álbumes a varios aspectos multimedia, por ejemplo en el arte y diseño del disco, las presentaciones en vivo y sitios de internet (como un diario personal actualizado periódicamente por la protagonista ficticia de Hand.Cannot.Erase.). Respecto a la relación de la música con los aspectos audiovisuales, gráficos y líricos de un disco, él dice:

[Son tan importantes] como la música en realidad. Todo forma parte de un conjunto inseparable, que debe ir de la mano. Para mí, a la hora de crear un nuevo disco, veo todos estos aspectos como una especie de simbiosis: aunque parezca que cada elemento puede mantenerse por sí mismo, lo cierto es que no pueden desarrollarse si no están unidos.
[...] Crecí tan interesado en el cine y la literatura como lo hice en la música. Cuando yo estaba descubriendo la música, como un niño de 14 años o lo que sea, también estaba descubriendo la literatura y estaba descubriendo el cine. Así que para mí las tres cosas siempre estuvieron conectadas en mi mente. Así que no podía hacer solo música, haría música y vería las imágenes en mi cabeza y pensaría en ello en términos de una novela o una película.

Por otro lado tiene una gran afición por las piezas físicas, como los vinilos y box-set (que ha incorporado en sus obras desde Deadwing), las cuales considera dentro parte del "romance" o "arte de escuchar", entre otras razones porque le gusta la conexión física con la música y porque es aficionado a los álbumes de larga duración que cuentan una historia sin interrupciones. En cambio encuentra "muy feo, sin magia y utilitario" los métodos de almacenamiento y compra en línea, pero prefiere que "escuchen su música en Spotify o que las descarguen ilegalmente, a que no lo escuchen en absoluto".
Steven Wilson cree que es imposible realizar algo completamente original el día de hoy (una de las razones por las que rehúye de la clasificación de "progresivo"), pero sí cree que se pueden crear obras "frescas" filtrando las influencias a través de una fuerte personalidad musical y experiencia personal. De esta forma ha intentado existir y componer dentro de un "vacío" musical.
Steven no es un partidario del shredding (ejecución habilidosa de instrumentos a alta velocidad), prefiriendo "personas que tocarán una nota que partirá tu corazón, si esa es la cosa correcta que hacer".
Steven Wilson opina que cuando no había una cercanía tan grande entre los artistas y su público existía una clase de misterio y magia que enriquecía la imagen del autor, lo que con la llegada de internet, las redes sociales y programas de telerrealidad fue muy disipado. Inspirado por estrellas que no obstante mantuvieron esa actitud, como Prince, o bandas como Pink Floyd, Radiohead, Rush y Tool, él intenta mantener una distancia entre su vida privada y el mundo exterior.

## Vida personal
Steven Wilson vivió alrededor de veinte años en Londres, en el área de Golders Green, y tenía su estudio personal (llamado No Man’s Land) en Hemel Hempstead, en la casa donde se crio. Desde el verano boreal de 2009 cambió tanto su residencia como su estudio al cinturón verde de la capital. Debido a su colaboración con Aviv Geffen viaja constantemente a Tel Aviv, Israel, y ha vivido en esa ciudad, llamándola su "segundo hogar". Steven tiene dos hijastras (hijas de su esposa, de un anterior matrimonio),sin embargo no está interesado en tener hijos propios porque cree que eso obstruiría su compromiso con la música y tampoco cree poder soportar un duelo. Ha sido denominado un trabajólico aunque rechaza esa etiqueta porque dice disfrutar lo que hace.
Asimismo, Steven Wilson se autodenomina un control freak (jerga inglesa que aproximadamente significa "maniaco del control"), involucrándose en todos los aspectos de su trabajo, incluyendo los extramusicales como el diseño de los vinilos, los sitios de internet, presentaciones en vivo y micro-mercadotecnia, razón por la cual le incomodaba el compromiso con los miembros de Porcupine Tree.
Steven Wilson es ateo y un fuerte crítico de la religión organizada y el fundamentalismo, cosa que se ha reflejado en muchas de sus letras. Es vegetariano y no fuma ni ingiere drogas, salvo algunas bebidas ocasionales. Wilson, extendido en sus entrevistas (de las que ha realizado una enorme cantidad), suele ser considerado elocuente y amable,
 aunque en el pasado era abierto en sus opiniones musicales, las que en ocasiones eran ásperas, lo que causó algunos problemas principalmente en los círculos progresivos, así como en otros subgéneros. Steven mantiene un perfil bajo en su vida privada, ocultando cosas como el significado del nombre de su banda (Porcupine Tree), sus relaciones personales, o su orientación sexual. Comenzó su participación en redes sociales solo por motivos de negocios y para mantenerse en contacto con sus fanáticos. Wilson ha mantenido una relación cercana con sus admiradores y atribuye su popularidad fundamentalmente al traspaso boca a boca de su música.
Además de melómano y audiófilo, Steven Wilson es un cinéfilo y ha citado a las películas como una gran influencia detrás de parte de su discografía (en ocasiones más que la misma música), manifestando que una de sus mayores ambiciones es orquestar una película. Asimismo es un aficionado a la lectura y algunos libros han inspirado sus obras.

## Discografía
| En solitario - 2008: Insurgentes - 2011: Grace for Drowning - 2013: The Raven that Refused to Sing (and other stories) - 2014: Cover Version - 2015: Hand. Cannot. Erase. - 2016: 4 ½ - 2017: To the Bone - 2021: The Future Bites - 2023: The Harmony Codex - 2025: The Overview Porcupine Tree - 1991: On the Sunday of Life... - 1993: Up the Downstair - 1995: The Sky Moves Sideways - 1996: Signify - 1999: Stupid Dream - 2000: Lightbulb Sun - 2002: In Absentia - 2005: Deadwing - 2007: Fear of a Blank Planet - 2009: The Incident - 2022: Closure/Continuation Bass Communion - 1998: I - 1999: II - 1999: Atmospherics - 2001: III - 2004: Ghosts on Magnetic Tape - 2005: Indicates Void - 2006: Loss - 2008: Pacific Codex - 2008: Molotov and Haze - 2009: Chiaroscuro - 2011: Cenotaph - 2017: Sisters Oregon | Blackfield - 2004: Blackfield - 2007: Blackfield II - 2011: Welcome to my DNA - 2013: Blackfield IV - 2017: Blackfield V - 2020: For The Music No-man - 1993: Loveblows & Lovecries - A Confession - 1994: Flowermouth - 1996: Wild Opera - 2001: Returning Jesus - 2003: Together We're Stranger - 2008: Schoolyard Ghosts - 2019: Love You To Bits' Incredible Expanding Mindfuck - 1996: I.E.M. - 1999: An Escalator to Christmas - 2001: Arcadia Son - 2001: I.E.M. Have Come for Your Children - 2005: I.E.M. 1996-1999 - 2010: Complete I.E.M. Storm Corrosion - 2012: Storm Corrosion |